# The Harder They Come (låt)
The Harder They Come är en reggaelåt av den jamaicanska musikern Jimmy Cliff. Den fanns ursprungligen med på soundtracket till filmen med samma namn från 1972. Den återkommande versraden är "the harder they come, the harder they'll fall one and all" (ungefär "ju högre de klättrar, desto hårdare faller de, allihop". Låten speglar det resonemang som var vanligt hos den tidens rude boys (gangstrar) i Jamaicas huvudstad Kingston: man får veta att något härligt väntar när man dör, men från den dag man föds till den dag man dör är det ingen som bryr sig om ens gråt. Klasskillnaderna är enorma på Jamaica, och för den som är fattig väntar ofta inget annan än fattigdom. Därför måste man ta den andel som man borde ha rätt till och därigenom höja sin standard, även om man får polisen efter sig och kanske får ett kortare liv. Cliff sjunger att "jag är hellre en fri man i min grav, än lever som en docka eller slav". Jimmy Cliff sympatiserar inte med detta resonemang, men försöker förklara hur gangstrarna i hans land tänker, ett land där den som föds fattig bara har ett fåtal lagliga sätt att försöka förbättra sin situation – nämligen genom en karriär inom idrotten eller musiken.
Det brittiska ska/popbandet Madness släppte 1992 en cover av låten. Även punklegendaren Joe Strummer har gjort en cover tillsammans med reggaebandet Long Beach Dub Allstars.